# Lineth Beerensteyn
Lineth Beerensteyn (L'Aia, 11 ottobre 1996) è una calciatrice olandese, attaccante del Wolfsburg e della nazionale olandese.
Con le oranje Under-19 ha vinto il campionato d'Europa nell'edizione di Norvegia 2014 e con quella maggiore l'Europeo dei Paesi Bassi 2017.

## Carriera

### Club
Beerensteyn ha iniziato a giocare a calcio a Delft, non lontano dalla sua città natale, con la squadra locale Delfia Hollandia Combinatie. Entrata nelle giovanili dell'ADO Den Haag nel 2011, è stata promossa in prima squadra dalla stagione seguente. A disposizione del tecnico Sarina Wiegman, in quella prima stagione ha inoltre l'occasione di debuttare in UEFA Women's Champions League, marcando 2 presenze entrambe da titolare nell'edizione 2012-2013 con le campionesse russe del Rossijanka, squadra che le elimina già ai sedicesimi di finale.
In quattro stagioni, le prime tre in BeNe League, ha giocato 85 partite, segnato 77 gol e vinto nuovamente la coppa del club nel 2016, come nel 2013.
Per la stagione 2016-2017 è stata ingaggiata dai rivali del Twente, per i quali ha giocato 18 delle 21 partite di Eredivisie disputate e ha segnato otto gol, oltre a tre partite nel finale di campionato, in cui ha realizzato una rete.

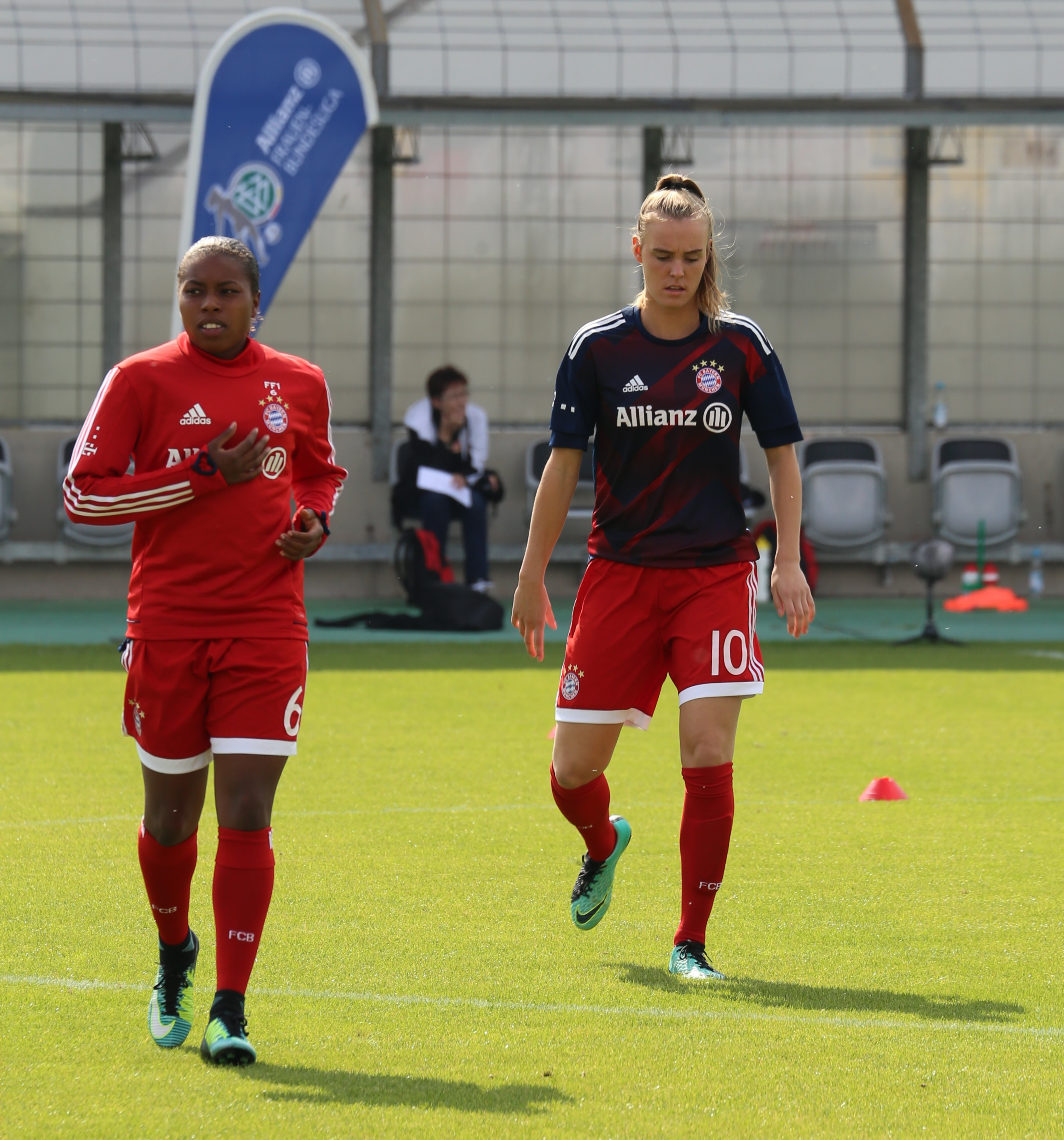
Beerensteyn e Jill Roord con il durante un riscaldamento pre-partita nel settembre 2017.

Per la stagione 2017-2018 è stata ingaggiata dal Bayern Monaco, club della Frauen-Bundesliga, con cui ha firmato un contratto valido fino al 30 giugno 2020. Ha debuttato per la sua nuova squadra il 24 settembre 2017, nella vittoria per 2-0 in casa in campionato contro il Colonia, rilevando Jill Roord al 62º minuto, e segnando il suo primo gol all'89º minuto.
Dopo cinque stagioni in Germania, il 21 giugno 2022 Beerensteyn viene acquistata a titolo definitivo dalla Juventus, in Serie A, firmando un contratto biennale e diventando contestualmente la prima calciatrice olandese a vestire la maglia delle bianconere. Dopo aver vinto una Coppa Italia e una Supercoppa italiana con il club torinese, l'attaccante lascia ufficialmente la Juventus al termine della stagione 2023-2024, dopo aver collezionato in tutto 66 presenze e 22 reti.
Il 17 giugno 2024, viene annunciato l'ingaggio a parametro zero di Beerensteyn da parte del Wolfsburg, nella Frauen-Bundesliga, con cui firma un contratto biennale, valido a partire dal 1º luglio 2026.

### Nazionale
Beerensteyn inizia a essere convocata dalla Federcalcio olandese dal 2011, indossando in quell'anno la maglia della formazione under 15 e marcando nella più giovane delle oranje juniores 2 presenze, utilizzata in entrambi gli incontri della doppia amichevole con le pari età dell'Inghilterra.
Dall'anno successivo inizia a scalare tutte le successive giovanili dei Paesi Bassi, giocando sia con l'under 16 che, chiamata dal tecnico federale Maria van Kortenhof, con la squadra under 17 che affronta in amichevole il Messico nel tour di preparazione al campionato CONCACAF di Guatemala 2012 che si sarebbe svolto nei mesi successivi, incontro vinto dalle nordamericane per 2-0. Impegnata in seguito nelle fasi di qualificazioni all'edizione 2013 del campionato europeo di categoria, condivide con le compagne il percorso della sua squadra che supera la prima fase eliminatoria senza riuscire ad accedere alla fase finale. Tra il 2012 e il 2013 Beerensteyn marca, tra amichevoli e partite ufficiali, 8 presenze.
Per indossare nuovamente la maglia delle oranje deve attendere il 2014, quando viene convocata dal tecnico André Koolhof per la fase finale dell'Europeo di Norvegia 2014 e venendo da questi impiegata nell'incontro inaugurale del gruppo A, pareggio a reti inviolate con la Norvegia e in due successive partite, compresa la semifinale vinta nettamente con l'Irlanda 4-0, conquistando poi l'Europeo giovanile, il primo di sempre per le olandesi, nella finale vinta di misura con la Spagna. Rimasta in quota anche per le qualificazioni al successivo Europeo di Israele 2015, Koolhof la inserisce nuovamente in rosa schierandola in 5 dei 6 incontri delle due fasi, siglando una doppietta nella vittoria per 9-0 sulle Fær Øer, non riuscendo però a ottenere la qualificazione alla fase finale.
Nel 2016 arriva anche la prima convocazione con la nazionale maggiore, chiamata dai ct Arjan van der Laan e Sarina Wiegman a Waalwijk in occasione dell'amichevole del 4 giugno vinta 1-0 con il Sudafrica, scesa in campo in campo da titolare prima di essere sostituita da Daniëlle van de Donk al 78'. Quello stesso anno segna il suo primo gol internazionale da senior, il 20 ottobre a Livingston, nella vittoria per 7-0 in un test match contro la Scozia, portando al 45' il risultato parziale sul 2-0. In seguito il duo tecnico le rinnova la fiducia chiamandola per l'edizione 2017 dell'Algarve Cup, dove viene impiegata in tre dei quattro incontri, compresa la finale per il 5º posto vinta sul Giappone con il risultato di 3-2, e dopo una serie di amichevoli, viene confermata in rosa per la fase finale dell'Europeo casalingo dei Paesi Bassi 2017. Wiegman la impiega in tre delle sei le partite del torneo, facendo due brevi apparizioni nelle partite del girone e una terza nella vittoria per 2-0 sulla Svezia ai quarti di finale. La vittoria per 4-2 in finale contro la Danimarca ha reso le olandesi campionesse d'Europa per la prima volta nella loro storia sportiva.
Nel 2018 è in rosa con la squadra che disputa l'Algarve Cup 2018, dove scende in campo in tutti i tre incontri giocati dai Paesi Bassi e sigla una rete nell'incontro vinto nettamente 6-2 sul Giappone, e che, a causa delle condizioni climatiche che hanno impedito, cancellandola, lo svolgimento della finale, festeggia la conquista del primo trofeo della manifestazione portoghese ex aequo con la Svezia, la seconda finalista. Nell'edizione successiva scende in campo in tre dei quattro incontri disputati, condividendo con le compagne una prestazione deludente vincendo solo, ai rigori, la finalina per l'undicesimo posto con la Cina.
Nel frattempo gioca tutti gli otto incontri in programma per le qualificazioni al Mondiale di Francia 2019 dove i Paesi Bassi, inseriti nel gruppo 3 della zona UEFA, si classificano al 2º posto dietro alla Norvegia dovendo quindi conquistare l'ultimo posto disponibile ai play-off. Beerensteyn gioca tre dei quattro incontri della sua nazionale di questa fase, la gara di ritorno con la Danimarca, superandola con il risultato di 2-1 e aggiudicandosi il passaggio del turno, e poi entrambe le partite della doppia sfida con la Svizzera, che grazie alla vittoria all'andata per 3-0 e il pareggio per 1-1 al ritorno, conquista l'accesso alla fase finale del torneo per la terza edizione consecutiva.
Il 10 aprile è stata inserita in rosa anche per la Coppa del Mondo, dove viene impiegata in tutte le sette partite giocate dalla sua squadra, entrando cinque volte a incontro iniziato. Durante il Mondiale i Paesi Bassi, sorteggiati nel girone E assieme a Canada, Camerun e Nuova Zelanda, vincono tutte e tre le partite del girone, dove Beerensteyn si rivela determinante segnando la rete del 2-1 nella terza partita del girone contro il Canada, qualificandosi per la fase a eliminazione diretta come prima classificata. Negli ottavi di finale le olandesi hanno incontrato il Giappone nella riedizione della sfida degli ottavi del torneo 2015, ma in questa occasione hanno prevalso le olandesi per 2-1. Dopo la vittoria per 2-1 sull'Italia ai quarti di finale, il successivo passaggio del turno, ai tempi supplementari, nella vittoria di misura con la Svezia, la squadra arriva ad affrontare in finale, perdendola per 2-0, gli Stati Uniti campioni in carica.
In seguito viene riconfermata da Wiegman per le qualificazione al campionato europeo 2022, venendo impiegata in nove incontri tra cui quello del 4 ottobre 2019 dove sigla una rete nella vittoria per 4-2 sulla Slovenia e quello del 23 ottobre 2020, la vittoria per 7-0 sull'Estonia che sancì la qualificazione delle oranje alla fase finale dell'Europeo di Inghilterra 2022.
A metà giugno 2021 Beerensteyn venne inserita nella rosa delle giocatrici in vista del torneo femminile dei Giochi della XXXII Olimpiade. Nel corso della manifestazione olimpica scende in campo in tutte le quattro partite disputate dai Paesi Bassi fino ai quarti di finale, quando la sua nazionale viene eliminata ai rigori dagli Stati Uniti dopo che i tempi regolamentari si erano chiusi sul 2-2.
Dopo essere stata a disposizione del nuovo ct Mark Parsons durante le qualificazioni, nel gruppo A della zona UEFA, al Mondiale di Australia e Nuova Zelanda 2023, e aver disputato l'edizione inaugurale (2020) e quella del 2022 del Tournoi de France, segnando in quest'ultima le uniche reti negli incontri con Brasile (1-1) e Francia (3-1 per le Bleues), nel maggio 2022 viene inserita nella lista delle 23 giocatrici convocate per il campionato europeo in programma dal 6 al 31 luglio 2022.

## Statistiche

### Presenze e reti nei club
Aggiornate al 15 febbraio 2025.
| Stagione             | Squadra              | Campionato           | Campionato | Campionato | Coppe nazionali | Coppe nazionali | Coppe nazionali | Coppe continentali | Coppe continentali | Coppe continentali | Altre competizioni | Altre competizioni | Altre competizioni | Totale | Totale |
| Stagione             | Squadra              | Comp                 | Pres       | Reti       | Comp            | Pres            | Reti            | Comp               | Pres               | Reti               | Comp               | Pres               | Reti               | Pres   | Reti   |
| -------------------- | -------------------- | -------------------- | ---------- | ---------- | --------------- | --------------- | --------------- | ------------------ | ------------------ | ------------------ | ------------------ | ------------------ | ------------------ | ------ | ------ |
| 2012-2013            | ADO Den Haag         | BeNeL                | 25         | 4          | CO              | ?               | 0               |                    | -                  | -                  | -                  | -                  | -                  | 25+    | 4      |
| 2013-2014            | ADO Den Haag         | BeNeL                | 18         | 7          | CO              | ?               | 0               |                    | -                  | -                  | -                  | -                  | -                  | 18+    | 7      |
| 2014-2015            | ADO Den Haag         | BeNeL                | 24         | 17         | CO              | ?               | 3               |                    | -                  | -                  | -                  | -                  | -                  | 24+    | 20     |
| 2015-2016            | ADO Den Haag         | E                    | 18         | 11         | CO              | ?               | 1               |                    | -                  | -                  | -                  | -                  | -                  | 18+    | 12     |
| Totale ADO Den Haag  | Totale ADO Den Haag  | Totale ADO Den Haag  | 85         | 39         | -               | ?               | 4               | -                  | -                  | -                  | -                  | -                  | -                  | 85+    | 43     |
| 2016-2017            | Twente               | E                    | 21         | 9          | CO              | ?               | 1               |                    | -                  | -                  | -                  | -                  | -                  | 21+    | 10     |
| 2017-2018            | Bayern Monaco        | BL                   | 10         | 2          | CG              | 3               | 0               | UWCL               | 1                  | 0                  | -                  | -                  | -                  | 14     | 2      |
| 2018-2019            | Bayern Monaco        | BL                   | 19         | 3          | CG              | 3               | 1               | UWCL               | 7                  | 2                  | -                  | -                  | -                  | 29     | 6      |
| 2019-2020            | Bayern Monaco        | BL                   | 22         | 7          | CG              | 1               | 0               | UWCL               | 5                  | 0                  | -                  | -                  | -                  | 28     | 7      |
| 2020-2021            | Bayern Monaco        | BL                   | 19         | 3          | CG              | 2               | 0               | UWCL               | 8                  | 3                  | -                  | -                  | -                  | 29     | 6      |
| 2021-2022            | Bayern Monaco        | BL                   | 17         | 2          | CG              | 4               | 0               | UWCL               | 7                  | 1                  | -                  | -                  | -                  | 28     | 3      |
| Totale Bayern Monaco | Totale Bayern Monaco | Totale Bayern Monaco | 87         | 17         | -               | 13              | 1               | -                  | 28                 | 6                  | -                  | -                  | -                  | 128    | 24     |
| 2022-2023            | Juventus             | A                    | 15+6       | 8+3        | CI              | 7               | 1               | UWCL               | 4+5                | 0+2                | SI                 | 1                  | 0                  | 38     | 14     |
| 2023-2024            | Juventus             | A                    | 16+7       | 7+0        | CI              | 2               | 1               | UWCL               | 2                  | 0                  | SI                 | 1                  | 0                  | 28     | 8      |
| Totale Juventus      | Totale Juventus      | Totale Juventus      | 44         | 18         | -               | 9               | 2               | -                  | 11                 | 2                  | -                  | 2                  | 0                  | 66     | 22     |
| 2024-2025            | Wolfsburg            | BL                   | 13         | 9          | CG              | 3               | 1               | UWCL               | 4                  | 1                  | ST                 | 1                  | 0                  | 21     | 11     |
| Totale carriera      | Totale carriera      | Totale carriera      | 250        | 92         | -               | 25+             | 9               | -                  | 43                 | 9                  | -                  | 3                  | 0                  | 321+   | 110    |

## Palmarès

### Club
- Campionato tedesco: 1

Bayern Monaco: 2020-2021
- Coppa dei Paesi Bassi: 2

ADO Den Haag: 2012-2013, 2015-2016
- Coppa Italia: 1

Juventus: 2022-2023
- Supercoppa italiana: 1

Juventus: 2023

### Nazionale
- Campionato d'Europa: 1

2017
- Algarve Cup: 1

2018 (a pari merito con la Svezia)
- Campionato d'Europa under 19: 1

2014